# Haltepunkt Düsseldorf-Benrath
Der Haltepunkt Düsseldorf-Benrath liegt etwa 10 Kilometer südlich des Düsseldorfer Hauptbahnhofs im Düsseldorfer Stadtteil Benrath. Er befindet sich an der Bahnstrecke Köln–Duisburg. Darüber hinaus ist der Haltepunkt Düsseldorf-Benrath einer der vier Regionalverkehrshalte der Stadt und Halt einer Stadtbahn- sowie mehrerer Buslinien. Der Bahnhof wird täglich von etwa 13.000 Reisenden benutzt.
Am 23. Januar 1998 wurde der Bahnhof in die Denkmalliste der Stadt in der Kategorie Technische Denkmäler eingetragen.

## Geschichte
1843 erteilte das preußische Finanzministerium der Köln-Mindener Eisenbahn-Gesellschaft die Erlaubnis zum Bau einer Eisenbahnstrecke von Köln über Düsseldorf nach Minden. Um dieses Vorhaben finanzieren zu können, wurden Aktien zum Verkauf angeboten. Viele Benrather kauften diese Aktien unter der Voraussetzung, dass Benrath Haltepunkt dieser neuen Linie werden würde. Am 20. Dezember 1845 wurde die erste Teilstrecke zwischen Deutz und Duisburg eröffnet und der „Benrather Bahnhof“ (wie er umgangssprachlich auch genannt wird, auch wenn er betriebstechnisch immer nur ein Haltepunkt war) mit einem Festakt eingeweiht.
Bereits 1907 wurden in Benrath über 250.000 Passagiere abgefertigt. Das heutige Bahnhofsgebäude stammt aus dem Jahr 1932 und ersetzte den Bau aus den Anfangstagen. Der Altbau wurde abgerissen, weil die Ausmaße für die Anzahl der Bahnreisenden zu klein geworden waren. Ferner wurde die gesamte Bahntrasse viergleisig ausgebaut und um zweieinhalb Meter angehoben, um kreuzungsfreien Verkehr gewährleisten zu können. Vor dem Haupteingang war damals ein großzügig angelegtes Rosenrondell.
Am 25. Mai 1965 besuchte Königin Elisabeth II. Schloss Benrath. Aus Anlass dieses Besuches wurde sie vom damaligen Ministerpräsidenten Franz Meyers auf dem festlich geschmückten Haltepunkt empfangen.

## Heutige Situation

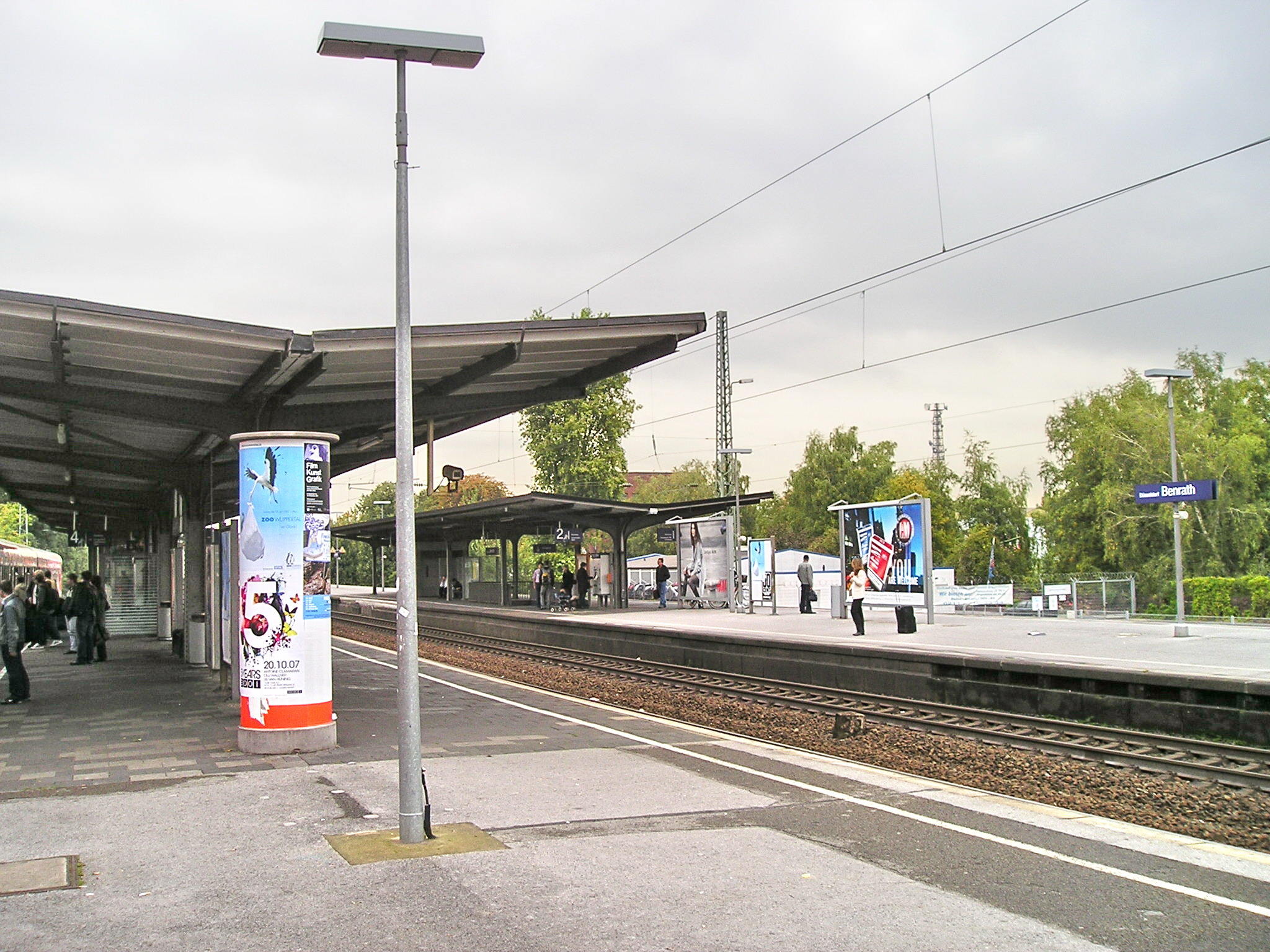
Bahnsteige

Der Haltepunkt liegt in zentraler Lage zwischen den Düsseldorfer Stadtteilen Benrath, Urdenbach und Garath. Er befindet sich in Hochlage oberhalb der Hildener Straße, von dort besteht ein Zugang über einen Tunnel. Des Weiteren sind beide Bahnsteige mit Aufzügen erreichbar. Sowohl auf der westlichen als auch der östlichen Seite der Station gibt es Parkplätze.
Der Haltepunkt verfügt über zwei Mittelbahnsteige, die zwischen jeweils zwei Gleisen der Bahnstrecke Köln–Duisburg liegen. Am Fernbahnsteig halten zwei Regional-Express-Linien, während Intercity und Intercity-Express mit 200 km/h durchfahren.
Das Bahnhofsgebäude wurde bewusst an den Endpunkt der alleeartigen, auf das Schloss Benrath ausgerichteten Heubesstraße gesetzt. So wurde eine entsprechende Sichtbeziehung ermöglicht, die heute durch die im Stil des Brutalismus gehaltenen und den einstigen Bahnhofsvorplatz fast vollständig einnehmenden Brücken der Bundesstraße 8 stark eingeschränkt ist. Die massiven, in Sichtbeton ausgeführten Brücken und der in erster Linie als Parkplatz genutzte Bereich darunter schaffen ein wenig attraktives städtebauliches Gefüge an dieser Stelle des Stadtbezirks Benrath.
Das Umfeld und der Bahnhof selbst gelten heute nicht nur deshalb als „Sorgenkind“ unter den Düsseldorfer Bahnhöfen.

## Angebot

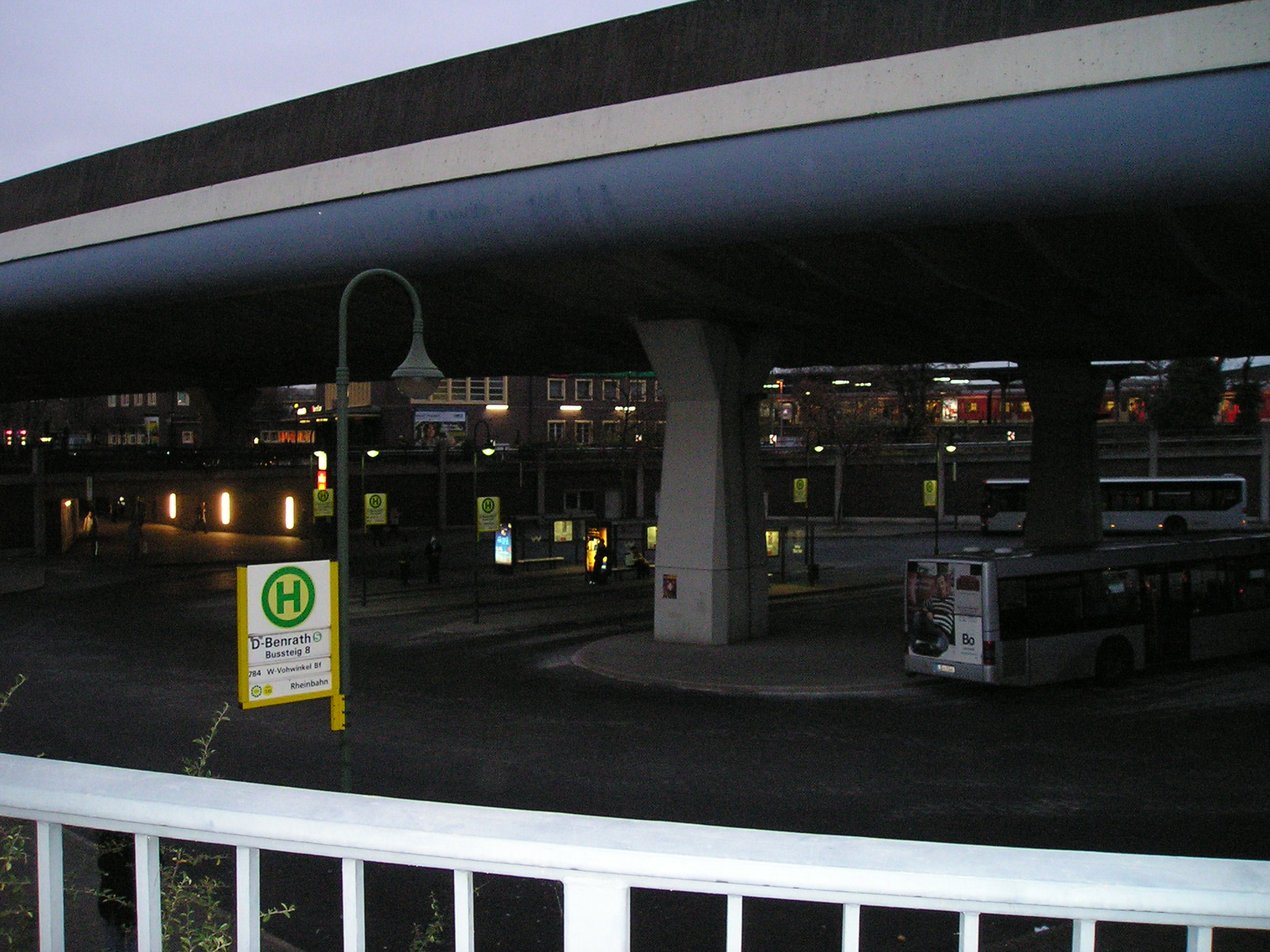
Busbahnhof Benrath

Der Haltepunkt wird im Stundentakt von den Regional-Express-Linien RE 1 (Hamm–Aachen) und RE 5 (Wesel–Koblenz) bedient, hinzu kommt die S 6 (Essen–Köln) im 20-Minuten-Takt, die S 68 (Wuppertal–Langenfeld) fährt in der Hauptverkehrszeit ebenfalls im 20-Minuten-Takt, ferner eine Stadtbahn-, sechs Stadtbus- und drei NachtExpress-Linien.
| Linie / Name | Linienverlauf | Takt | Betreiber        | KBS           |
| ------------ | --- | --- | ---------------- | ------------- |
| RE 1 (RRX)   | NRW-Express: Aachen Hbf – Aachen-Rothe Erde – Eilendorf (ein Zugpaar) –Stolberg (Rheinl) Hbf – Eschweiler Hbf – Langerwehe – Düren – Horrem – Köln-Ehrenfeld – Köln Hbf – Köln Messe/Deutz – Köln-Mülheim – Leverkusen Mitte – Düsseldorf-Benrath – Düsseldorf Hbf – Düsseldorf Flughafen – Duisburg Hbf – Mülheim (Ruhr) Hbf – Essen Hbf – Wattenscheid – Bochum Hbf – Dortmund Hbf – Dortmund-Scharnhorst (nicht stündlich, im Wechsel mit Nordbögge) – Dortmund-Kurl – Kamen-Methler – Kamen – Bönen-Nordbögge (nicht stündlich, im Wechsel mit Dortmund-Scharnhorst) – Hamm (Westf) Hbf Stand: Fahrplanwechsel Dezember 2023                                            | 60 min | National Express | 415, 480      |
| RE 5 (RRX)   | Rhein-Express: Wesel – Friedrichsfeld (Niederrhein) (zweistdl.) – Voerde (Niederrhein) – Dinslaken – Oberhausen-Holten (zweistdl.) – Oberhausen-Sterkrade – Oberhausen Hbf – Duisburg Hbf – Düsseldorf Flughafen – Düsseldorf Hbf – Düsseldorf-Benrath – Leverkusen Mitte – Köln-Mülheim – Köln Messe/Deutz – Köln Hbf – Köln Süd – Brühl – Bonn Hbf – Bonn UN Campus – Bonn-Bad Godesberg – Oberwinter – Remagen – Sinzig (Rhein) – Bad Breisig – Andernach – Koblenz Stadtmitte – Koblenz Hbf Stand: Fahrplanwechsel Dezember 2023 | 60 min | National Express | 415, 420, 470 |
| S 6          | Essen Hbf – Essen Süd – E-Stadtwald – E-Hügel – E-Werden – Kettwig – Kettwig Stausee – Hösel – Ratingen Ost – D-Rath – D-Rath Mitte – D-Derendorf – D-Zoo – D-Wehrhahn – Düsseldorf Hbf – D-Volksgarten – D-Oberbilk – D-Eller Süd – D-Reisholz – D-Benrath – D-Garath – D-Hellerhof – Langenfeld-Berghausen – Langenfeld (Rheinland) – Lev.-Rheindorf – Lev.-Küppersteg – Leverkusen Mitte – Lev.-Chempark – K-Stammheim – K-Mülheim – K-Buchforst – K-Messe/Deutz – Köln Hbf – K-Hansaring – K-Nippes (– K-Geldernstr./Parkgürtel – K-Longerich – K-Volkhovener Weg – K-Chorweiler – K-Chorweiler Nord – K-Blumenberg – K-Worringen) Stand: Fahrplanwechsel Dezember 2023 | 20 min (werktags) 30 min (sonn-/feiertags, Essen–Düsseldorf auch samstags) Nippes–Worringen nur werktags 5–20 Uhr und sonn-/feiertags 11–21 Uhr | DB Regio         | 450.6         |
| S 68         | W-Vohwinkel – Haan-Gruiten – Hochdahl-Millrath – Hochdahl – Erkrath – D-Gerresheim – D-Flingern – Düsseldorf Hbf – D-Volksgarten – D-Oberbilk – D-Eller Süd – D-Reisholz – D-Benrath – D-Garath – D-Hellerhof – Langenfeld-Berghausen – Langenfeld (Rheinland) Stand: Fahrplanwechsel Dezember 2023 | 20 min (nur zur HVZ) | DB Regio         | 450.68        |

| Linie | Linienverlauf | Takt                            |
| ----- | --- | ------------------------------- |
|       | Ratingen Mitte – Weststraße – Europaring – Gerhardstraße – Ratingen, Felderhof – D-Hubertushain – Hirschweg – Oberrath – Rather Waldstadion (D-Rath , 400 m) – Rather Broich – Mörsenbroicher Weg – Graf-Recke-Straße – Vautierstraße – Schlüterstraße/Arbeitsagentur – Engerstraße – Lindemannstraße – Uhlandstraße – D-Wehrhahn – U Pempelforter Straße – U Schadowstraße – U Heinrich-Heine-Allee – U Benrather Straße – U Graf-Adolf-Platz – U Kirchplatz – D-Bilk – Karolingerplatz – Auf’m Hennekamp – Uni-Kliniken – Universität Nord/Christophstraße – Südpark – Werstener Dorfstraße – Opladener Straße – Ickerswarder Straße – Elbruchstraße – Holthausen – Niederheid – Am Trippelsberg – Schöne Aussicht – Kappeler Straße – Schloss Benrath – Urdenbacher Allee – D-Benrath – D-Benrath, Betriebshof Niederflurbetrieb der Rheinbahn; Linie gehört zum Düsseldorfer Nachtnetz; Abweichender Takt: So 13–20 Uhr alle 15 min, Mo–Fr 21–23, Sa–So 20–23 Uhr, Sa 6–9 Uhr und So 9–13 Uhr alle 20 min, Sa–So 0–4 Uhr und So 5–9 Uhr alle 30 min | 10 min                          |
| M 1   | Stockum, Freiligrathplatz – Falkenweg – Unterrath, Eckenerstraße – D-Unterrath – D-Rath Mitte – Rather Broich – Grafenberg, Staufenplatz – Gerresheim, Torfbruchstraße – D-Gerresheim – Knuppertsbrück – Vennhausen, Siedlung Freiheit – D-Eller – Eller, Vennhauser Allee – Am Schönenkamp – D-Reisholz – Benrath, Forststraße – Urdenbacher Allee – D-Benrath keine weiteren Haltestellen; Mo–Fr 7–21 Uhr alle 20 min | 20 min                          |
| 730   | Freiligrathplatz 1 – Falkenweg – Unterrath, Eckenerstraße – D-Unterrath – Unterrath, Kirche – D-Rath Mitte – Rather Broich – Mörsenbroicher Weg – Grafenberg, Staufenplatz – Ostparksiedlung – Gerresheim, Torfbruchstraße – Morper Straße – D-Gerresheim – Knuppertsbrück – Vennhausen, Siedlung Freiheit – D-Eller – Eller, Vennhauser Allee 2 – Hassels, Am Schönenkamp – D-Reisholz – Hassels, Kirche – Forststraße – Urdenbacher Allee – D-Benrath 3 – Koblenzer Straße (Haydnstraße) – Urdenbach, Tübinger Straße – Josef-Kürten-Platz4 Abschnitt 1–3: Mo-Fr 5–21, Sa 9–21 alle 10 min, übrige Zeit alle 15 min; Abschnitt 3–4: Mo-Fr 5–21, Sa 9–21 alle 20 min, übrige Zeit alle 30 min | 10 min (20 min)                 |
| 778   | D-Benrath → Benrath, Urdenbacher Allee → Franz-Liszt-Straße → Garath-Nordost, Stralsunder Straße → Gustrower Straße → D-Garath , Ostseite (Frankfurter Straße) → Garath-Südost, Carl-Severing-Straße → Garath-Südwest, René-Schickele-Straße → Jakob-Kneip-Straße → D-Garath , Westseite (Koblenzer Straße) → Garath-Nordwest, Julius-Raschdorff-Straße → Sodenstraße → Benrath, Haydnstraße (Koblenzer Straße) – D-Benrath In der Gegenrichtung verkehrt die Linie 779. | 20 min                          |
| 779   | D-Benrath → Benrath, Urdenbacher Allee → Haydnstraße (Koblenzer Straße) → Sodenstraße → Garath-Nordwest, Julius-Raschdorff-Straße → D-Garath , Westseite (Koblenzer Straße) → Garath-Südwest, Jakob-Kneip-Straße → René-Schickele-Straße → Garath-Südost, Carl-Severing-Straße → D-Garath , Ostseite (Frankfurter Straße) → Garath-Nordost, Gustrower Straße → Stralsunder Straße → Benrath, Franz-Liszt-Straße – D-Benrath In der Gegenrichtung verkehrt die Linie 778. | 20 min                          |
| 784   | D-Benrath – Benrath, Betriebshof – Hilden-West, Horster Allee – Hilden – Hilden-Mitte, Fritz Gressard-Platz – Am Rathaus – Gabelung – Hilden, Krankenhaus – Hilden, Waldschenke – Haan, Am Schlagbaum – Haan Bf – Haan Markt – Nordstraße – Rheinische Straße – Gräfrather Straße – Wuppertal, Siedlung Bremkamp – Vohwinkel, Schwebebahn – W-Vohwinkel Bf | 20 min                          |
| 788   | D-Benrath Ost, Paulsmühlenstraße – Forststraße – Urdenbacher Allee – D-Benrath – Benrath Betriebshof – Franz-Liszt-Straße – Haydnstraße (Koblenzer Straße) – Tübinger Straße – Monheim-Baumberg, Haus Bürgel – Schwanenstraße – Stauffenbergstraße – Hegelstraße – Robert-Bosch-Straße – Monheim, Niederstraße – Lindenstraße – Kirchstraße – Monheim Busbahnhof – Kulturzentrum – Heerweg | 20 min                          |
| 789   | D-Holthausen, Am Falder – Itter, Friedhof Osteingang– Holthausen – Niederheid – Reisholz, Paul-Thomas-Straße – Reisholz, Pfeiler (D-Reisholz , 200 m) – Benrath, Wimpfener Straße – Benrath, Rathaus – Urdenbacher Allee – D-Benrath – Haydnstraße (Koblenzer Straße) – Sodenstraße – D-Garath , Westseite (Koblenzer Straße) – René-Schickele-Straße – (Hellerhof, Eichsfelder Straße –) D-Hellerhof – Monheim-Baumberg, Stauffenbergstraße – Hegelstraße – Griesstraße – Monheim, Rheinpark – Kirchstraße – Monheim Busbahnhof – Kulturzentrum – Heerweg | 20 min                          |
| SB 59 | D-Benrath – Monheim, Landwirtschaftszentrum – Monheim, Creative Campus | 20 min / 40 min, nur in der HVZ |
| NE 7  | Düsseldorf Hbf → Oststraße → Steinstraße → Benrather Straße → Graf-Adolf-Platz → Kirchplatz → Bilk → Merowingerplatz → Uni-Kliniken → Südpark → Universität → Himmelgeist → Itter → Holthausen → Reisholz – Reisholz → Hassels → Urdenbacher Allee → Urdenbach, Südallee → Benrath → Urdenbacher Allee → Schloss Benrath → Holthausen → Universität → Südpark → Uni-Kliniken → Merowingerplatz → Bilk → Kirchplatz → Graf-Adolf-Platz → Benrather Straße → Heinrich-Heine-Allee → Jacobistraße → Charlottenstraße/Oststraße → Düsseldorf Hbf | 30 min                          |
| 815   | Lierenfeld – Eller, Vennhauser Allee – Reisholz – Hassels – Benrath – Benrath Betriebshof Nachtverkehr von So/Mo bis Do/Fr; ab Lierenfelder Straße 1:04, 1:38, 3:30 Uhr und ab Betriebshof Benrath 0:34, 1:34 und 2:57 Uhr | 60 min                          |
| 817   | Heinrich-Heine-Allee – Düsseldorf Hbf – Oberbilk – Wersten – Holthausen – Benrath – Benrath Betriebshof Nachtverkehr von So/Mo bis Do/Fr; ab Heinrich-Heine-Allee 0:53, 1:53 und ab Betriebshof Benrath 0:07, 1:07 und 2:57 Uhr | 60 min                          |